# 東武鬼怒川線
鬼怒川線（きぬがわせん）は、栃木県日光市の下今市駅と同市の新藤原駅を結ぶ、東武鉄道の鉄道路線である。全線が日光市内に存在する。駅ナンバリングの路線記号はTN。
栃木県の代表的な温泉街の一つである鬼怒川温泉へのアクセス路線であり、東武日光線・東武伊勢崎線（東武スカイツリーライン）に直通して浅草駅 - 鬼怒川温泉駅間を結ぶ特急「きぬ」「リバティきぬ」や、JR線に直通してJR新宿駅 - 鬼怒川温泉駅を結ぶ特急「きぬがわ」「スペーシアきぬがわ」などが運行されている。沿線には鬼怒川温泉のほかに東武ワールドスクウェアや日光江戸村といった観光施設が所在している。
新藤原駅からは野岩鉄道会津鬼怒川線・会津鉄道会津線と直通運転が行われており、特急「リバティ会津」が浅草駅から会津田島駅（福島県南会津町）まで、快速「AIZUマウントエクスプレス」が鬼怒川温泉駅 - 会津若松駅（一部期間は喜多方駅）間まで直通運転している。また2017年からは土休日を中心に観光列車として、蒸気機関車が牽引する「SL大樹」やディーゼル機関車牽引の「DL大樹」が下今市駅 - 鬼怒川温泉駅間で運行されている。また、平日を中心に「SL大樹ふたら」として東武日光駅 - 鬼怒川温泉駅間直通で運行されている。

## 路線データ
- 路線距離：16.2 km
- 軌間：1,067 mm
- 駅数：9（起・終点駅、信号場含む）
- 複線区間：鬼怒立岩信号場 - 鬼怒川温泉駅 (0.8 km)

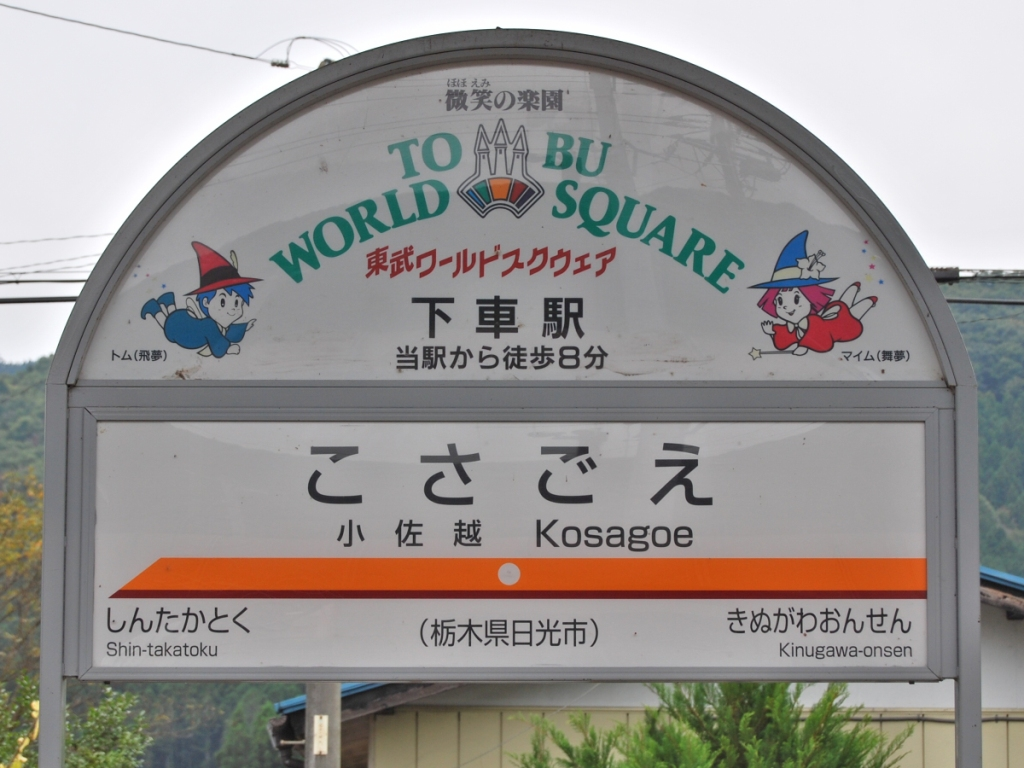
鬼怒川線の標識の色は日光線と同じオレンジ系（小佐越駅）

- 電化区間：全線（直流1500 V）
- 閉塞方式：自動閉塞式
- 最高速度：75 km/h[1]

## 歴史
当線の歴史は、1913年（大正2年）1月に運転を開始した当時日本最大級の最大3万1,200キロワットの電力を発生する鬼怒川水力電気下滝発電所（現・東京電力鬼怒川発電所）建設のための資材運搬軌道が前身となっている。
1915年（大正4年）に藤原軌道株式会社として栃木県上都賀郡今市町（現・日光市）から塩谷郡藤原村（同）に至る2フィート6インチ (762 mm) 軌間の蒸気軌道の特許を受けることから出発し、同年10月30日に創立総会を開き、会社名を下野軌道株式会社と改め、高野留吉が初代社長に就任、本社を今市町（同）に置き、資本金10万円で設立された。
1917年（大正6年）1月2日に大谷川北岸（大谷向今市） - 鬼怒川南岸（中岩）までの3マイル6分 (4.9 km) が開通した。鉄道運輸事業は鬼怒川水力電気下滝発電所建設のための資材輸送を始めとする貨物輸送が主力で、開業当初の動力は蒸気機関車を利用して貨車と客車との混合編成で1日6往復し、旅客は約90人、貨物は55 tを輸送した。
1917年（大正6年）5月には沿線鉱山の急激な発展に対応するため設備と資本金を50万円に増資し、同年11月に中岩 - 大原まで2.5マイル (4 km) が開通して事業も上向きかけていたが、第一次世界大戦の影響で石炭と油脂類の物価が急騰したことから営業費が増大し、加えて1918年（大正7年）6月には貨物輸送の大半を占めていた西沢・木戸ヶ沢両精錬所が事業を中止するに至り、1日の貨物量が100 tから40 tまで激減して売上減少の大打撃を被った。しかし、1919年（大正8年）3月に大原 - 下滝間、同年10月に大谷向今市 - 新今市間が開通し、大谷川を渡って省線今市駅前から接続することになり、1920年（大正9年）1月1日には下滝 - 藤原間が開通し、開業から3年で新今市 - 藤原間10マイル9分 (16.2 km) が開通した。
1918年（大正7年）9月には、高徳より分岐して東北本線矢板駅に至る軌道特許を得ていたが、1919年（大正8年）に地方鉄道法が施行されて、地方鉄道敷設免許を得て軌道敷設特許を返上した。
1920年（大正9年）5月に藤原線（現・鬼怒川線）を軌道線から電気鉄道線に改良し、地方鉄道敷設申請を提出して免許を受け、改良工事の名目で資本金100万円に増資、1921年（大正10年）6月6日に会社名を下野電気鉄道と改めた。1922年（大正11年）3月9日に新今市 - 藤原間全線電化を行い、電車線は600 Vの電気鉄道として歩み出した。副業として電灯・電力の供給事業に進出した。電化当初は電車は運転されず、電気機関車の牽引で旅客運輸営業に就いた。1923年（大正12年）5月31日に不況の長期化、とりわけ鉱山の影響が大きく旅客・貨物とも運輸営業の収支が悪化し、資本金を80万円に減資した。1924年（大正13年）3月1日後に東武矢板線となる高徳 - 矢板間の一部（高徳 - 天頂間）6マイル4分 (9.7 km) が開通したが、営業収支が上がらず、依然として不振に喘いでいた。
1925年（大正14年）には、新事業として乗用自動車事業に進出した。同年12月には免許が下り、翌1926年（大正15年）3月11日に乗用自動車事業の営業を開始した。鉄道線では電車1両を導入し、電気機関車牽引列車と併用したが沿線の自動車路線との競争が激しくなり収益が上がらなかった。高野留吉が取締役を退き、代わって植竹竜三郎が取締役社長に就き、同年12月に宇都宮政市が植竹竜三郎に代わって就任した。1927年（昭和2年）4月には資本金を160万円に増資し、本社を東京市本所区（現・東京都墨田区）の東武本社内に移した。徐々に東武鉄道の傍系鉄道会社として経営陣も刷新していったようである。
1929年（昭和4年）、東武の日光線が下今市駅まで延伸されたの機に同線との連絡を図り、小倉町臨時停留所を設置。さらに同年10月22日に東武日光線下今市駅構内に乗り入れ、同駅に起点を改めて新今市 - 大谷川右岸（新線と旧線の切り替え地点）間を廃止した。このとき下野電気鉄道と東武鉄道との乗り入れを考慮して、下今市 - 大谷川右岸間、天頂 - 矢板間を東武鉄道と同じ軌間3フィート6インチ (1,067 mm)で建設し、大谷川右岸 - 新高徳 - 天頂間を改軌し、下今市 - 矢板間の直通運転を開始した。また、12月20日には鉄道省線との旅客貨物の連絡運輸を開始した。改軌当初は充当させる車両が少なく直通先の東武鉄道から蒸気機関車や客車を借り入れた。電車もともに充当させる車両が少なく日光電気軌道から車両を借り入れた。非電化区間の旅客輸送には汽車会社製のガソリン気動車2両を購入し充当した。翌1930年（昭和5年）には残る新高徳 - 新藤原間も改軌した。1931年（昭和6年）、電車線が600 Vでは将来直通の弊害となるため1,500 Vに昇圧し、電車も川崎車両（現・川崎重工業車両カンパニー）から購入し就役させた。
鬼怒川・川治温泉が世間から認知を受けていくうちに乗合自動車業者との競争が激化し、1932年（昭和7年）5月には下野電気鉄道線の減収が激しくなったようである。かくして同社は創業以来営業収益が芳しくなく加えて1920年（大正9年）頃からの昭和恐慌によって沿線の鉱山も深刻な経営不振に陥り、ようやく鬼怒川・川治温泉が賑わう頃となっても自動車路線との競争の激化で収支が見込めないためほとんど株主に利益配当ができず、大正年間以来大半が政府補助金の交付を受けていた。創業以来困難な経営状況が続いていた下野電気鉄道は、陸上交通事業調整法による交通統合により1943年（昭和18年）5月1日東武鉄道に買収され解散に至った。即日、東武鬼怒川線として運営されている。

### 年表
- 1917年（大正6年）
  - 1月2日 下野軌道が大谷向今市駅（現・大谷向駅） - 中岩駅（後に廃止）間 (6.0 km) の営業を開始。軌間762 mm。鬼怒川温泉付近にあった下滝発電所（現・東京電力鬼怒川発電所）への資材運搬のためであった[11]。
  - 11月1日 中岩駅 - 大原駅（現・鬼怒立岩信号場）間 (4.1 km) が開通。
- 1919年（大正8年）
  - 3月17日 大原駅 - 下滝駅（現・鬼怒川温泉）間 (1.3 km) が開通。
  - 10月1日 大谷向今市駅 - 新今市駅（現・JR今市駅前）間 (1.4 km) が開通。
  - 12月28日 下滝駅 - 藤原駅（現・新藤原駅）間 (3.7 km) が開通。大谷向今市駅を大谷向駅に改称。
- 1921年（大正10年）6月6日 下野軌道が下野電気鉄道に改称。
- 1922年（大正11年）
  - 3月19日 軌道法に基づく新今市駅 - 新藤原駅間の軌道を廃止し、同区間を電化して地方鉄道法に基づく鉄道として開業。大原駅を下原駅に、下滝駅を移設し大滝駅に、藤原駅を移設し新藤原駅に改称[16]。
  - 11月1日 下原駅を大滝駅方に1.1 km移転[17]。
- 1924年（大正13年）11月11日 小佐越前駅（現・小佐越駅）開業[18]。
- 1927年（昭和2年）
  - 2月19日 大滝駅を鬼怒川温泉駅に改称。
  - 11月以降 新今市駅 - 大桑駅間の大谷向駅廃止。
- 1929年（昭和4年）
  - 7月7日 新今市駅 - 大桑駅間に小倉町駅開業。東武日光線乗り換え駅。
  - 10月22日 新今市駅 - 小倉町駅 - 大谷川右岸間を廃止、下今市駅 - 大谷川右岸間が開通（大谷川右岸は新線と旧線の切り替え地点であるが駅ではない）。軌間は1,067 mm。大谷川右岸 - 新高徳駅間も1,067 mmに改軌[19]。東武日光線と連絡開始。小倉町駅は廃止。高徳駅を新高徳駅に改称。
- 1930年（昭和5年）
  - 5月9日 新高徳駅 - 新藤原駅間を1,067 mmに改軌[19]。
  - 7月6日 鬼怒大瀞駅開業。小佐越前駅を小佐越駅に改称。
- 1931年（昭和6年）3月1日 下今市駅 - 大桑駅間に大谷向駅開業。
- 1933年（昭和8年）1月1日 下原駅を鬼怒立岩駅に改称。
- 1939年（昭和14年） 鬼怒川公園駅開業。
- 1943年（昭和18年）5月1日 東武鉄道が下野電気鉄道を買収[20]。鬼怒川線となる[19]。
- 1944年（昭和19年）10月25日 鬼怒大瀞駅、鬼怒川公園駅休止。
- 1948年（昭和23年）8月6日 週末に浅草駅 - 鬼怒川温泉駅間で特急を運転開始。
- 1949年（昭和24年）2月1日 特急「鬼怒」運転開始（1951年に「きぬ」と改称）。
- 1950年（昭和25年）9月1日 鬼怒川公園駅営業再開。
- 1954年（昭和29年）11月16日 鬼怒大瀞駅廃止。
- 1961年（昭和36年）12月1日 鬼怒川公園駅休止。
- 1962年（昭和37年）12月10日 鬼怒川公園駅営業再開。
- 1964年（昭和39年）10月8日 鬼怒立岩駅が廃止され信号場に変更。旧藤原町役場付近にあった鬼怒川温泉駅が下今市駅方に1.2 km移転[21]。鬼怒立岩信号場 - 鬼怒川温泉間0.8 km複線化。
- 1986年（昭和61年）10月9日 野岩鉄道会津鬼怒川線が開業し、直通運転を開始。
- 1990年（平成2年）10月12日 会津鉄道会津線会津高原駅（現・会津高原尾瀬口駅） - 会津田島駅間が電化し、野岩鉄道会津鬼怒川線を介しての直通運転開始[22]。
- 2005年（平成17年）3月1日 「AIZUマウントエクスプレス」運転開始。
  - 東武鉄道では1983年（昭和58年）の熊谷線廃止以来の気動車列車復活となった。ただし、運転・車掌乗務は車両の取扱方や免許等の関係で会津鉄道に委託。
- 2006年（平成18年）3月18日 JR新宿直通の特急「きぬがわ」「スペーシアきぬがわ」運転開始。
- 2011年（平成23年）
  - 3月14日 同月11日に発生した東北地方太平洋沖地震による発電所の停止に伴う電力供給逼迫のため、東京電力が輪番停電（計画停電）を実施。これに伴い、この日から野岩鉄道会津鬼怒川線・会津鉄道会津線との相互直通運転および特急の運転が休止。
  - 3月20日 野岩鉄道会津鬼怒川線・会津鉄道会津線との相互直通運転が再開。
  - 3月22日 特急「きぬ」の運転が再開。
- 2012年（平成24年）
  - 3月17日 「AIZUマウントエクスプレス」を増発。1往復が東武日光線東武日光駅まで乗り入れ。
  - 同日 駅ナンバリングを導入。
- 2015年（平成27年）
  - 9月9日[23] 大雨による新高徳駅 - 小佐越駅間の盛土流出および小佐越駅 - 鬼怒川温泉駅間の線路砕石流出で全線不通となる[24]。
  - 9月18日 全線で運転再開[25]。
- 2017年（平成29年）
  - 4月21日 鬼怒川温泉・鬼怒川公園・新藤原の各駅の駅番号を東武ワールドスクウェア駅開業に備え繰り下げ[26]。
  - 7月21日 文化審議会が鬼怒川線内の7件の橋梁・跨線橋・駅施設を国の登録有形文化財（建造物）に登録するよう答申[27][28][29]。
  - 7月22日 東武ワールドスクウェア駅開業[26]。
  - 8月10日 「SL大樹」運行開始[8][30]。
  - 10月27日 鬼怒川線内の7件の橋梁・跨線橋・駅施設が国の登録有形文化財（建造物）に登録される。
- 2020年（令和2年）
  - 6月6日 「DL大樹」の定期運転が設定されたが当面の間運休[31]。
  - 10月31日 「DL大樹」定期運転開始[32]。
- 2022年（令和4年）3月12日 ダイヤ改正に伴い、鬼怒川温泉駅発着の野岩鉄道会津鬼怒川線直通列車以外の普通列車が20400型に統一され、全てワンマン運転となる。また、普通列車の会津鉄道会津線への乗り入れが廃止。「AIZUマウントエクスプレス」の東武日光駅乗り入れが廃止。

## 運行形態
特急列車と普通列車が中心で、それぞれ1時間に1本程度運行されている。かつては野岩鉄道会津鬼怒川線・会津鉄道会津線に直通する列車が多く設定されていたが、2022年（令和4年）3月のダイヤ改正で大幅に縮小され、特急を除けば1日数本のみとなっている。
当路線は発電所工事用に敷設された軌道（軽便鉄道）を改軌した路線ということもあって（「歴史」の節を参照）急曲線が連続する線形を持ち、運転速度は低い。

### 特急
伊勢崎線浅草駅発着の特急「きぬ」「リバティきぬ」「リバティ会津」「スペーシアX」、東日本旅客鉄道（JR東日本）東北本線（宇都宮線）と日光線を経由して新宿駅発着の特急「きぬがわ」が運転されている。「リバティ会津」は浅草駅から会津鉄道会津線会津田島駅まで直通し、「AIZUマウントエクスプレス」（後述）に接続する鬼怒川温泉駅始発・終着列車とともに、東京・南会津地方間の中距離移動需要を充たしている。
線内の停車駅は下今市駅、東武ワールドスクウェア駅、鬼怒川温泉駅、鬼怒川公園駅、新藤原駅である。「リバティ会津」はこれに加えて新高徳駅に停車する。「リバティ会津」を除いて大半は鬼怒川温泉駅始発・終着であるが、「リバティきぬ」の一部に新藤原駅発の列車がある。
特急は全車座席指定で、乗車には特急券が必要であるが、鬼怒川温泉駅 - 新藤原駅（ - 会津田島駅）間の相互間のみで「リバティ会津」に乗車する場合、座席を指定しなければ乗車券のみで乗車することができる。
なお、夏期・冬期の特定日に運行される「尾瀬夜行」「スノーパル」は当線内で旅客の乗降を取り扱わない。

### 快速「AIZUマウントエクスプレス」
JR東日本只見線会津若松駅発着の快速「AIZUマウントエクスプレス」が鬼怒川温泉駅 - 新藤原駅間に1往復設定されており、当線内は各駅に停車する。また、2022年（令和4年）3月11日までは東武日光駅まで乗り入れる列車があった。
なお、2013年（平成25年）3月15日までは一部が「AIZU尾瀬エクスプレス」の列車名であった。

### 普通
普通列車は終日運転されている。上り方では下今市駅・東武日光駅発着列車が中心だが、南栗橋駅発着、上りは新栃木駅行きが各1本設定されている。また、会津田島駅から鬼怒川温泉駅まで1往復のみ乗り入れている。
2013年（平成25年）3月16日のダイヤ改正までは当線内各駅停車の快速・区間快速列車が運行されていたため、普通列車は早朝と夜間のみだった。また、新藤原駅から下今市駅で方向転換して東武日光駅まで直通する列車が前述の「AIZUマウントエクスプレス」とは別に1日1往復運行されていた。同改正で東武日光駅への直通が廃止され、また区間快速の減便の代替で昼間にも栃木駅・新栃木駅 - 新藤原駅・会津田島駅間の普通列車が設定された。2017年（平成29年）4月21日ダイヤ改正で快速・区間快速が廃止されたため、終日運転となり一部は南栗橋駅まで延長され、また東武日光駅直通も再設定され従前よりも増発された。
2022年（令和4年）3月12日の改正では、鬼怒川温泉駅発着の1往復を除いて野岩鉄道・会津鉄道への乗り入れがなくなり、新藤原駅で折り返す形となった。鬼怒川温泉駅発着の1往復を除いてワンマン運転を開始した。また、区間急行廃止に伴い、新藤原発南栗橋行きの普通列車が設定された。鬼怒川温泉駅発着の1往復は、2025年（令和7年）3月15日より野岩鉄道・会津鉄道の各線内にて「区間快速」として運転されているが、東武鬼怒川線内に限っては「普通」と案内される。

### SL・DL列車
2017年（平成29年）8月10日から、下今市駅 - 鬼怒川温泉駅間で蒸気機関車牽引の「SL大樹」が運転されている。途中の停車駅は東武ワールドスクウェア駅である。
蒸気機関車に代わってディーゼル機関車が単独で牽引する場合は「DL大樹」として運行される。また、2021年から運行されている東武日光駅発着列車は「SL大樹ふたら」の列車名で運行される。

### 過去の列車種別

#### 快速・区間快速
浅草駅発着で運転され、一部を除き会津高原尾瀬口駅・会津田島駅まで直通運転を行っていた。また、快速・区間快速とも鬼怒川線内は各駅に停車し、当線内の地域輸送の役割も果たしていた。廃止時点では、快速は浅草駅 - 新藤原駅間で2時間30分程度、区間快速は2時間45分程度の所要時間であった。2017年（平成29年）4月21日ダイヤ改正で廃止となり、南栗橋駅発着の区間急行などに置き換えられた。これにより、東京方面から当路線に直通する特急料金不要の列車が消滅した。

#### 区間急行
2017年（平成29年）4月21日改正において新設。朝方に新藤原駅 → 南栗橋駅間の上り1本のみ設定され、当線内は各駅に停車していた。
なお、同種別の列車は2006年（平成18年）3月18日から2009年（平成21年）6月5日までにも設定されていた。夜間に会津田島駅発浅草駅行が1本運行され、当線内は各駅に停車していた（東武ワールドスクウェア駅は当時未開業）。
2022年（令和4年）3月12日の改正で、廃止（普通列車に格下げ）された。

## 使用車両
車種は特記なければ電車。

### 現在の車両
- 20400型（普通） - 車内トイレ非設置
- N100系（特急「スペーシアX」）
- 100系（特急「きぬ」）
- 500系（特急「リバティ会津」「リバティきぬ」・「尾瀬夜行」（夏季）・「スノーパル」（冬季））
- C11形（SL大樹） - 蒸気機関車
- 12系・14系（SL大樹・DL大樹） - 客車
- ヨ8000形（SL大樹） - 車掌車
- DE10形（SL大樹・DL大樹） - ディーゼル機関車

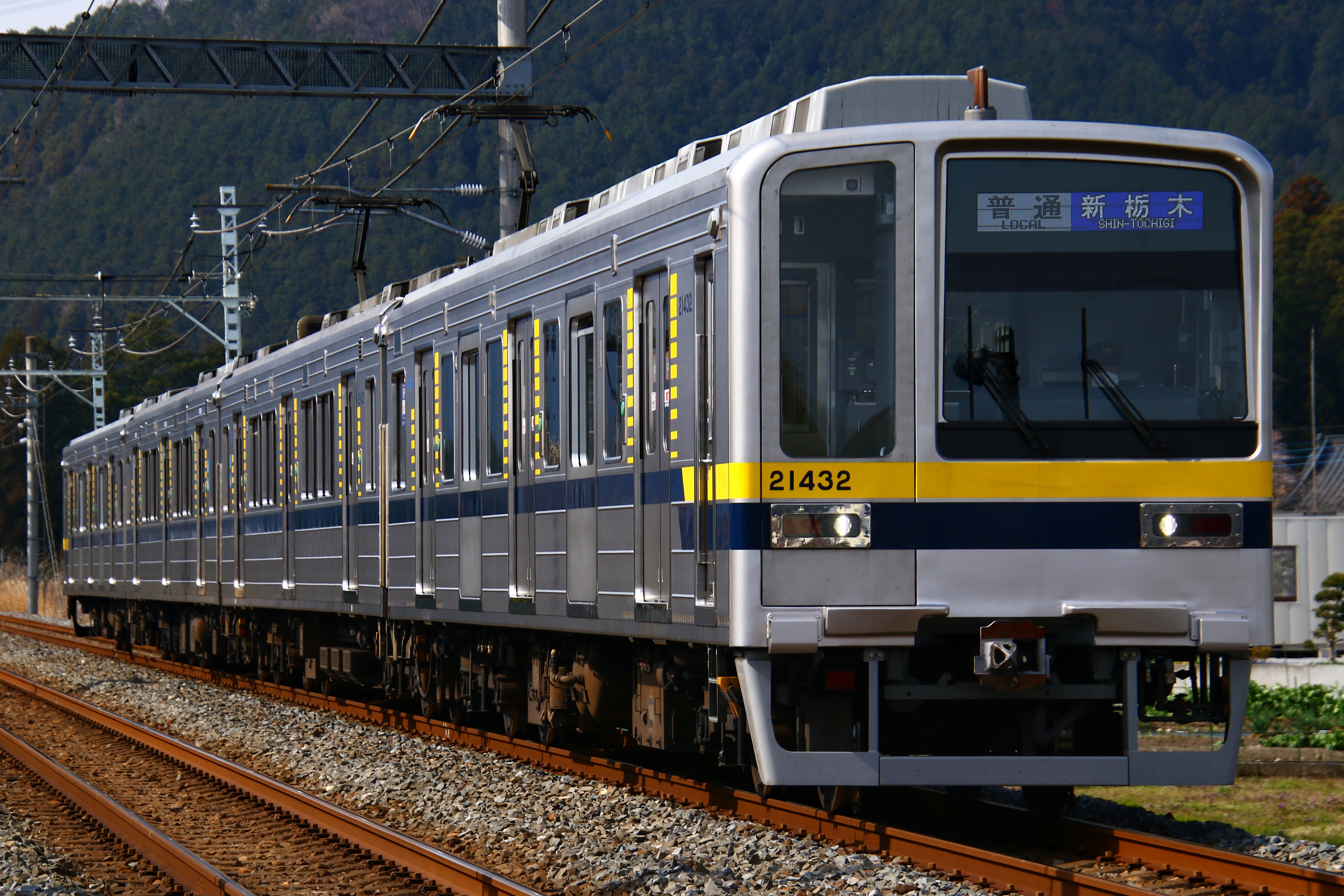
20400型
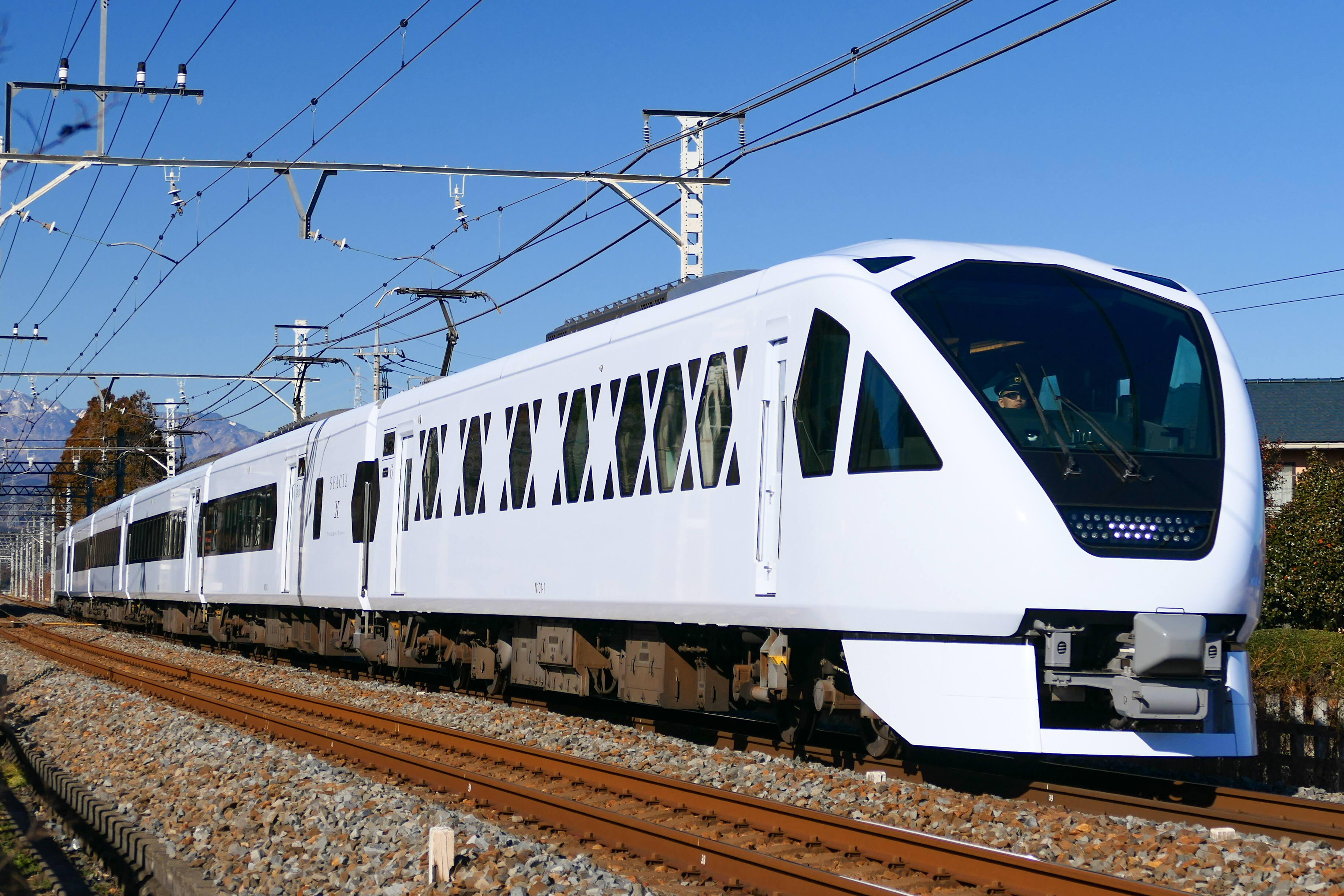
N100系
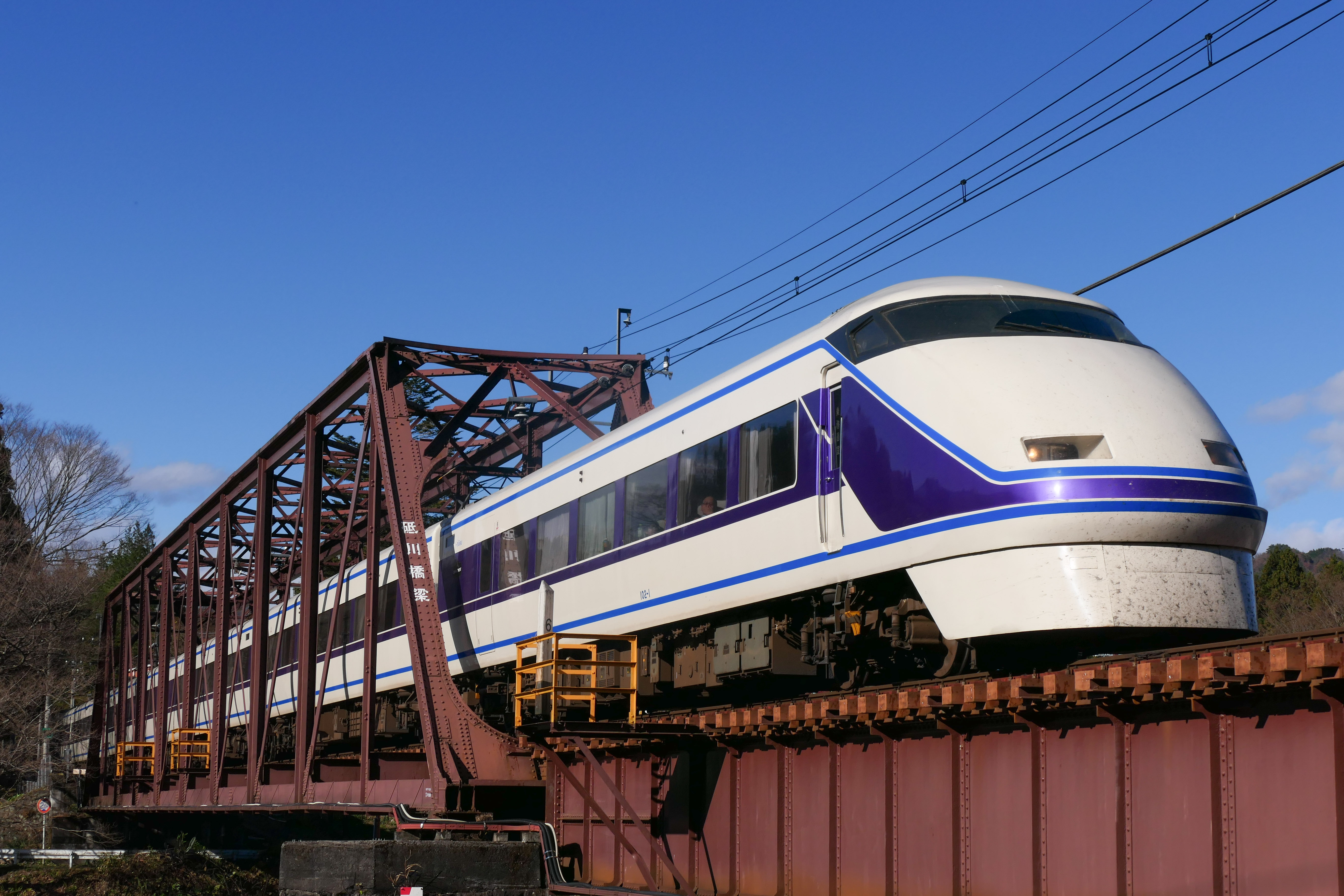
100系
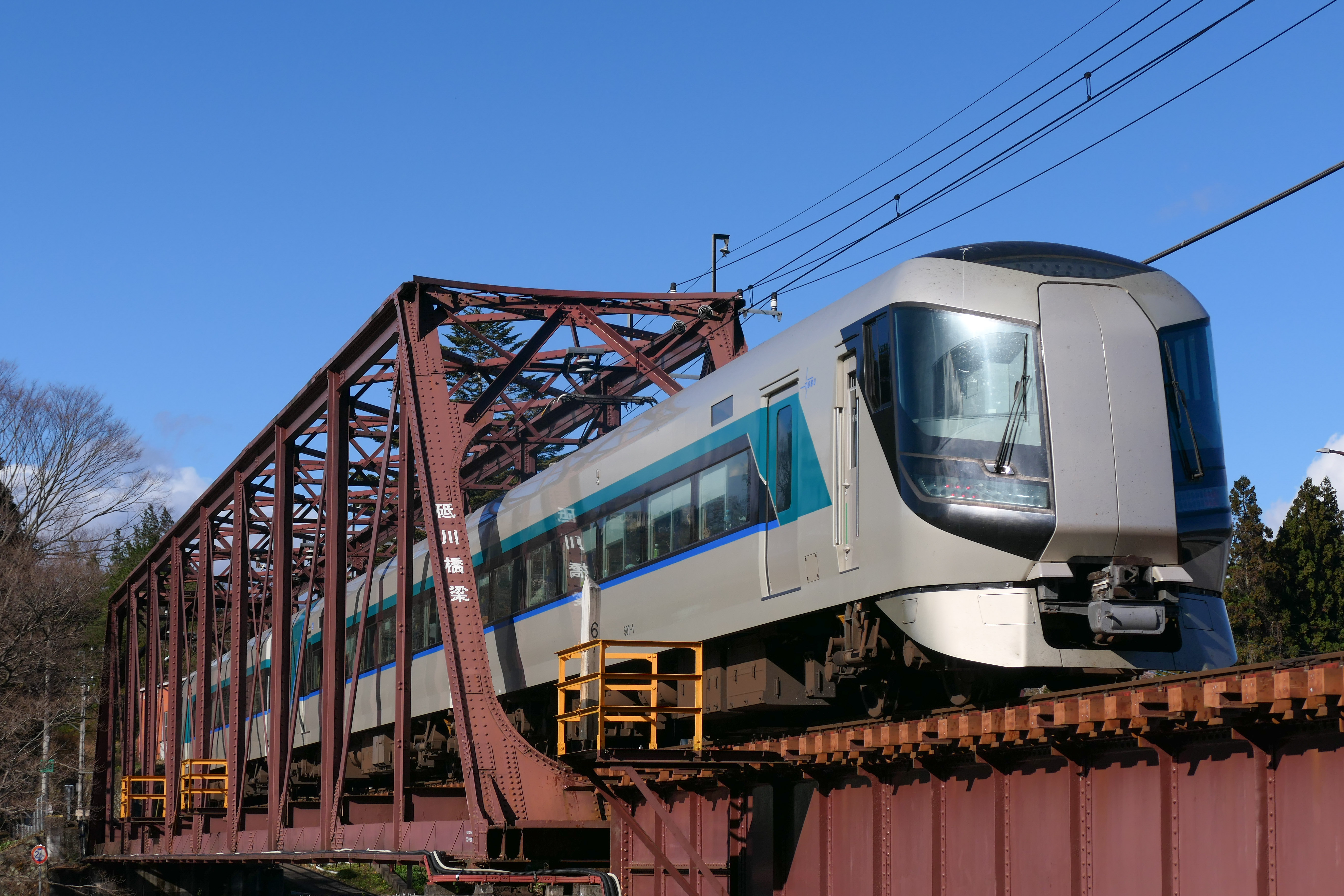
500系
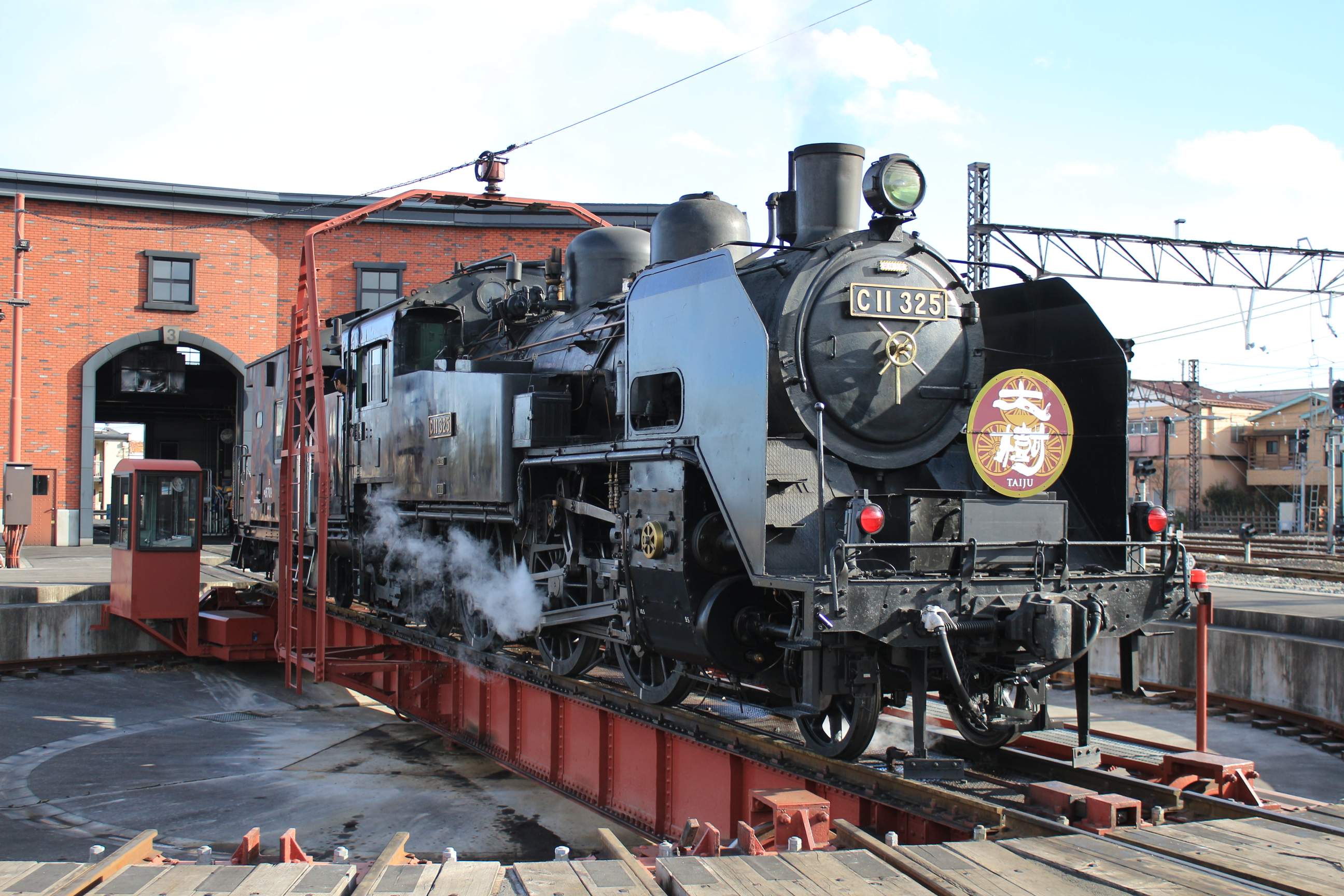
C11 325
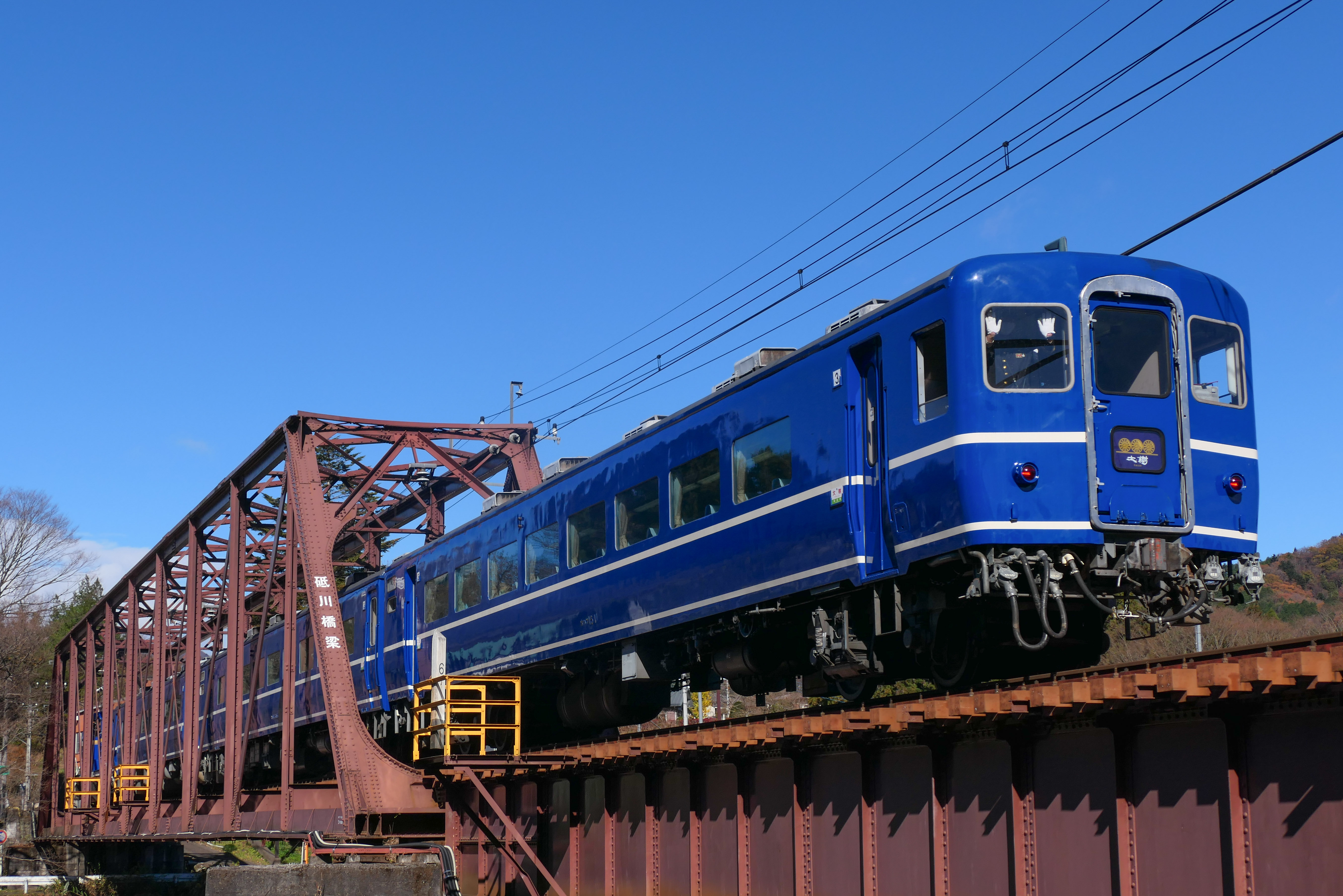
14系客車
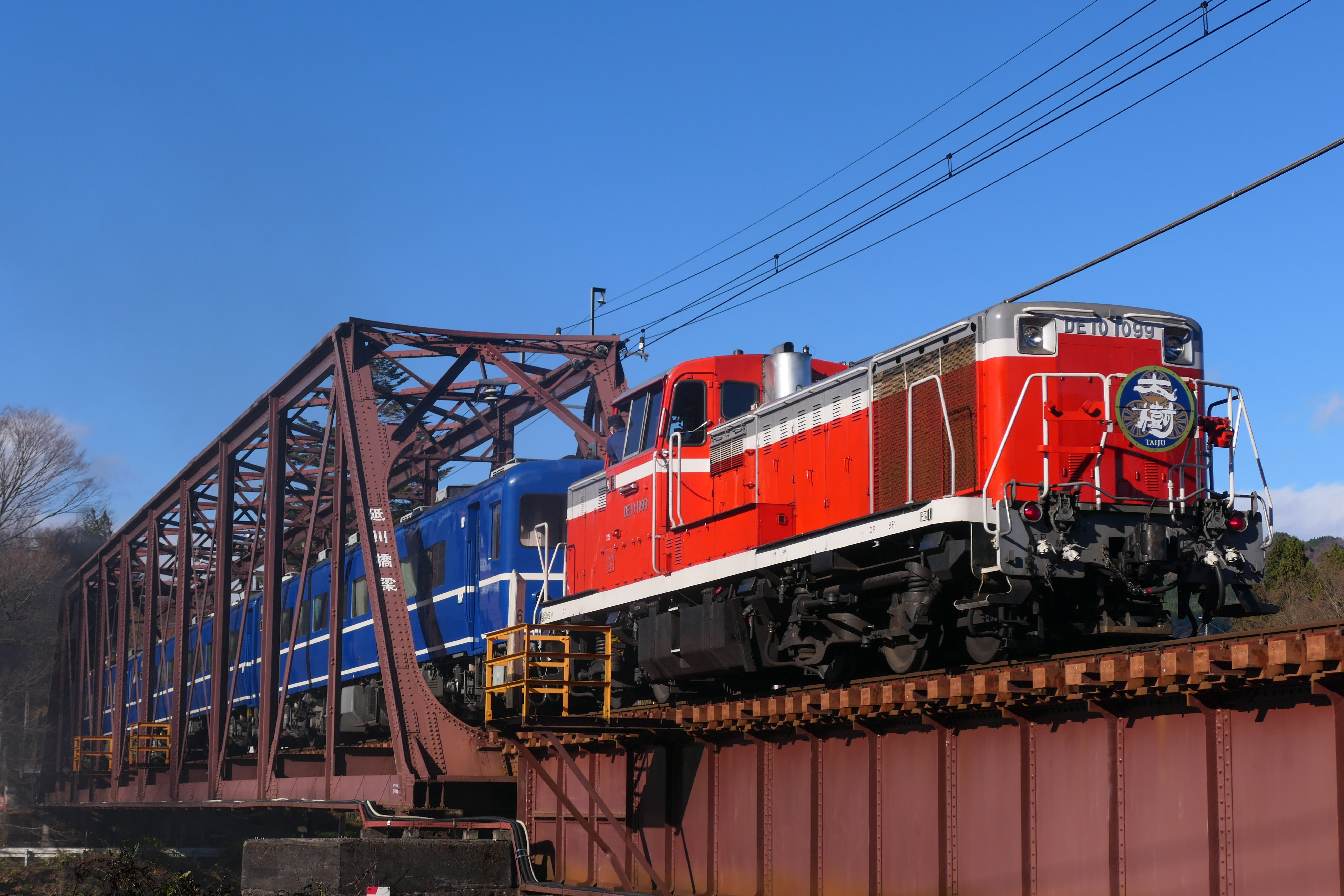
DE10 1099

#### 他社乗り入れ車両
- 野岩鉄道
  - 6050系100番台（普通） - 東武鉄道・会津鉄道との3社共通仕様
- 東日本旅客鉄道
  - 253系1000番台（特急「きぬがわ」）
- 会津鉄道
  - AT-700形・AT-750形気動車（AIZUマウントエクスプレス）
  - AT-600形・AT-650形気動車（AIZUマウントエクスプレス）

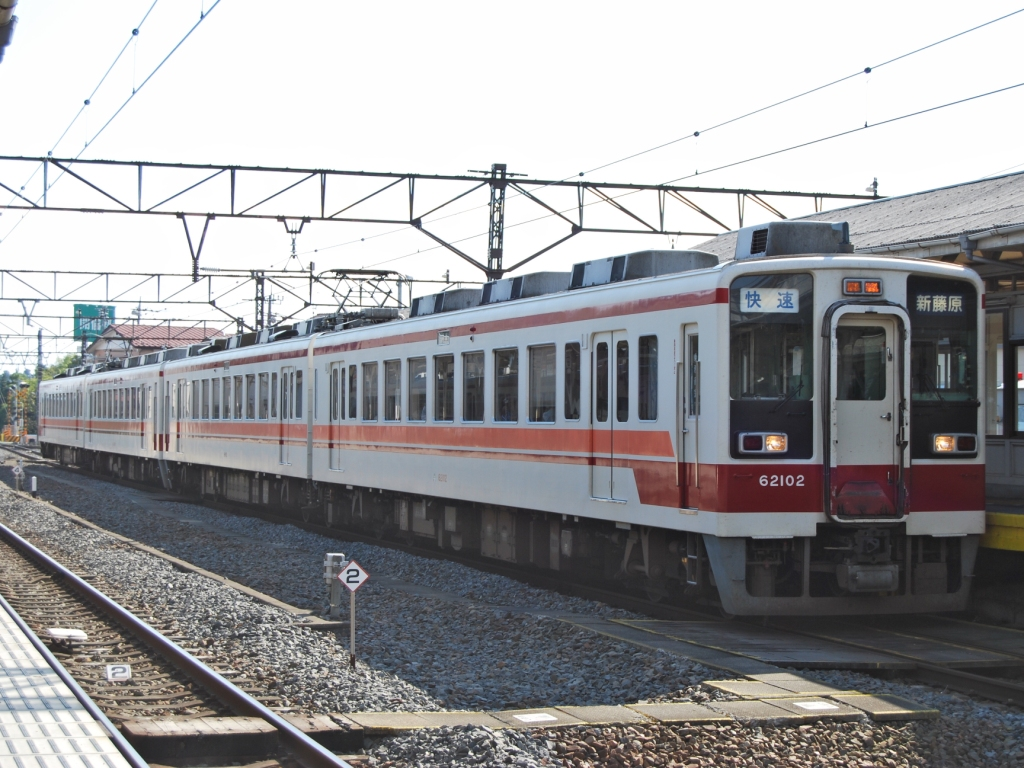
野岩鉄道6050系100番台
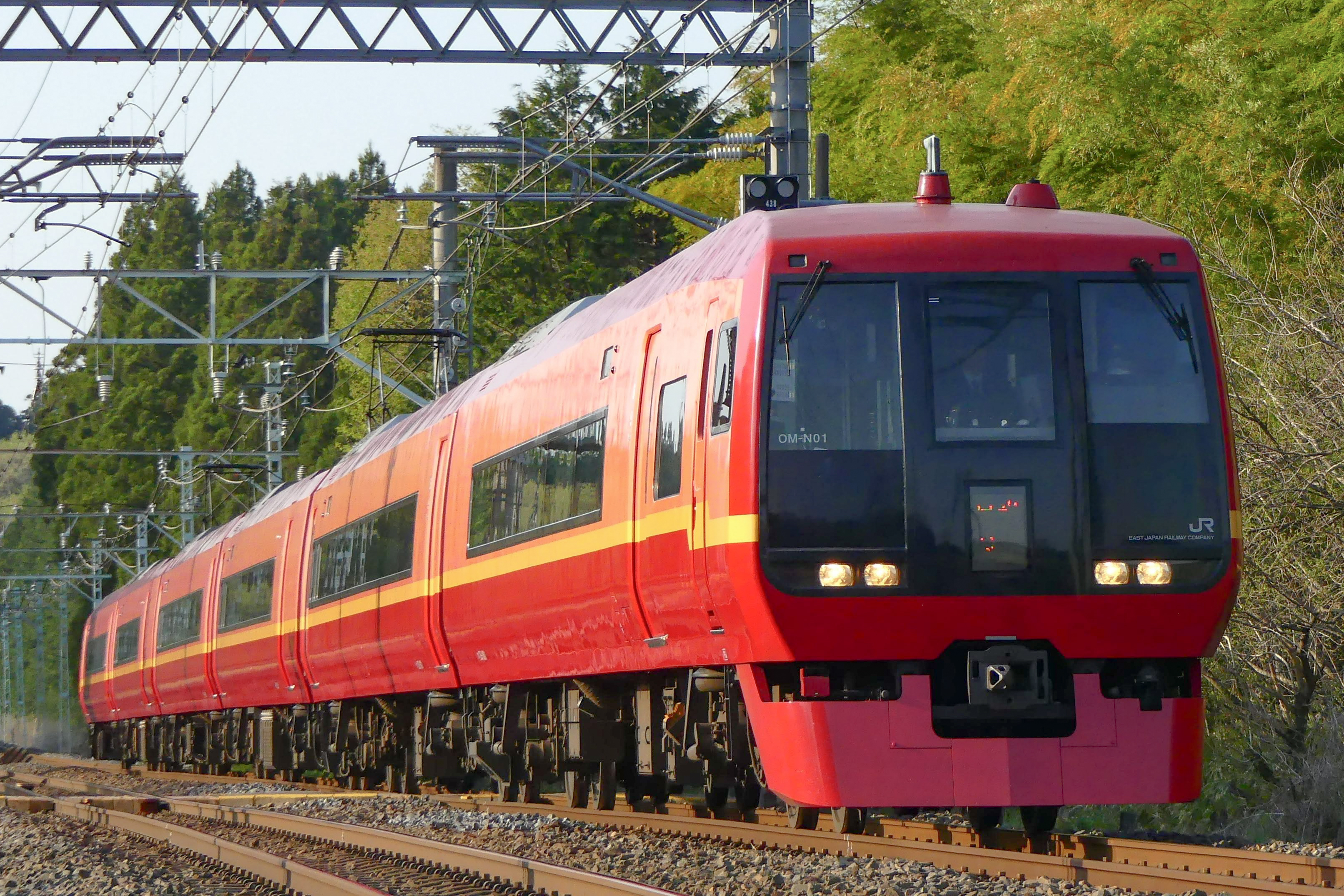
JR東日本253系1000番台
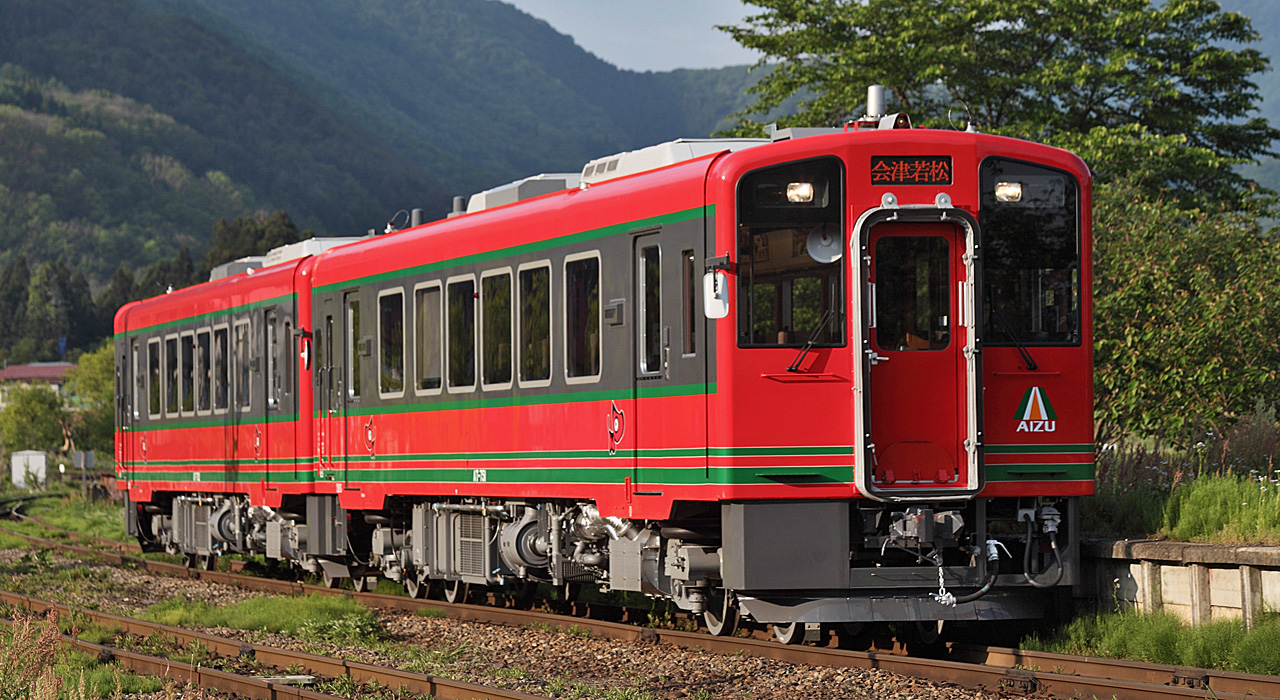
会津鉄道AT-700形
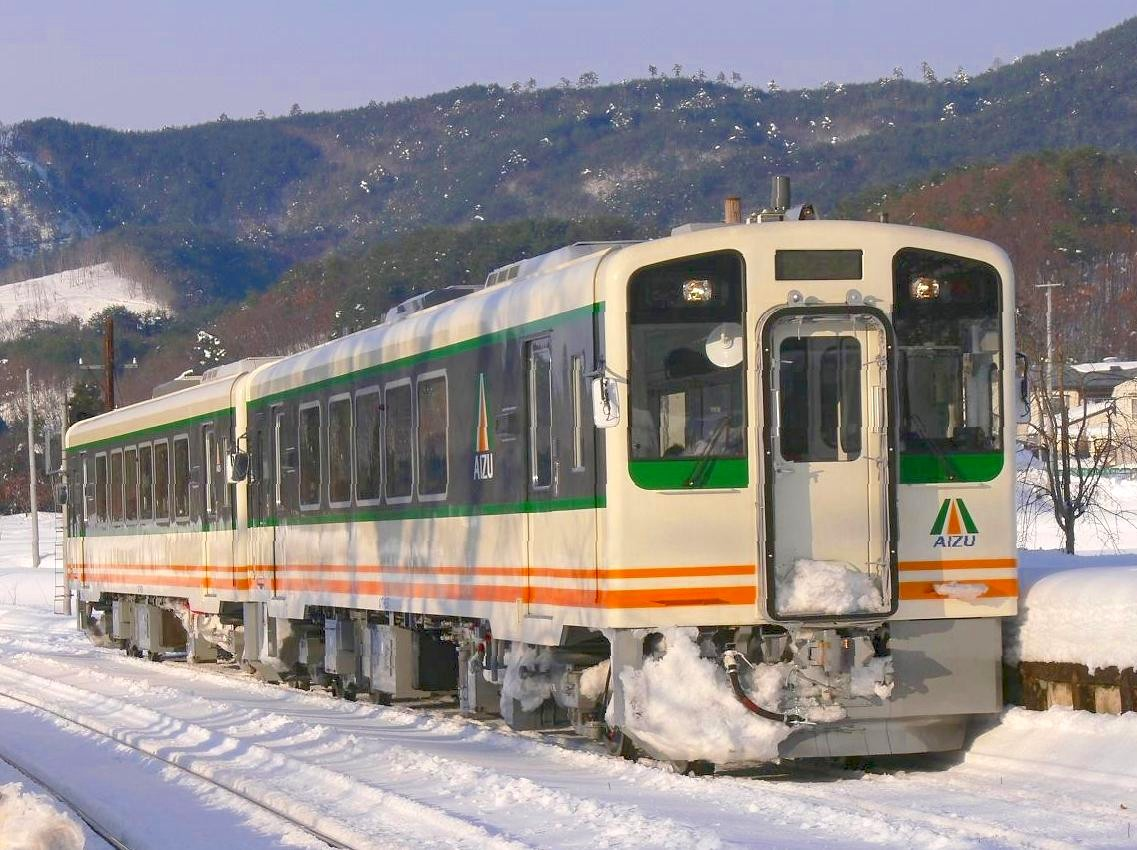
会津鉄道AT-600形

### 過去の車両
- 東武鉄道
  - 3070系
  - 5050系
  - 1720系
  - 6000系
  - 300系・350系
  - 6050系（区間急行・普通） - 野岩鉄道・会津鉄道との3社共通仕様
  - 旧型車各形式（32系・54系および53系）については省略
- 東日本旅客鉄道
  - 485系（特急「きぬがわ」）
  - 189系（特急「きぬがわ」）
- 会津鉄道
  - 6050系200番台（区間急行・普通） - 東武鉄道・野岩鉄道との3社共通仕様
  - キハ8500系気動車（AIZUマウントエクスプレス）
- 下野電気鉄道
  - デハ10形 - 1925年に雨宮製作所で新製された木造4軸ボギー電動車。
  - デハニ101形 - 1931年の鬼怒川線改軌・昇圧の際に新製された荷物室合造電動車。主電動機の出力が小さかったため、1960年代に全車が小泉線に転属した。
  - この他、ワルシャートギャウ製タンク形蒸気機関車や英国デッカー社製電気機関車等も保有していた。

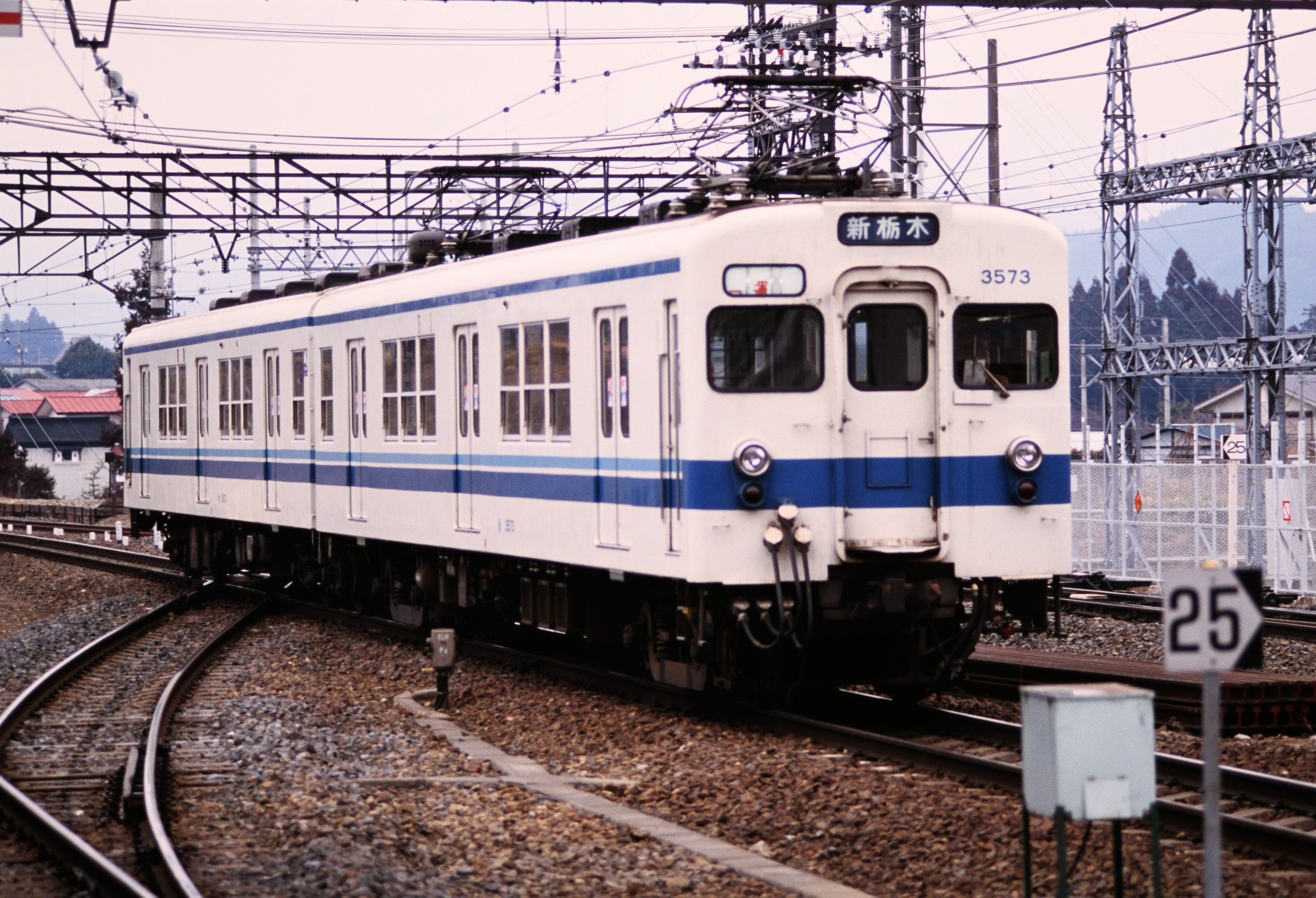
3070系
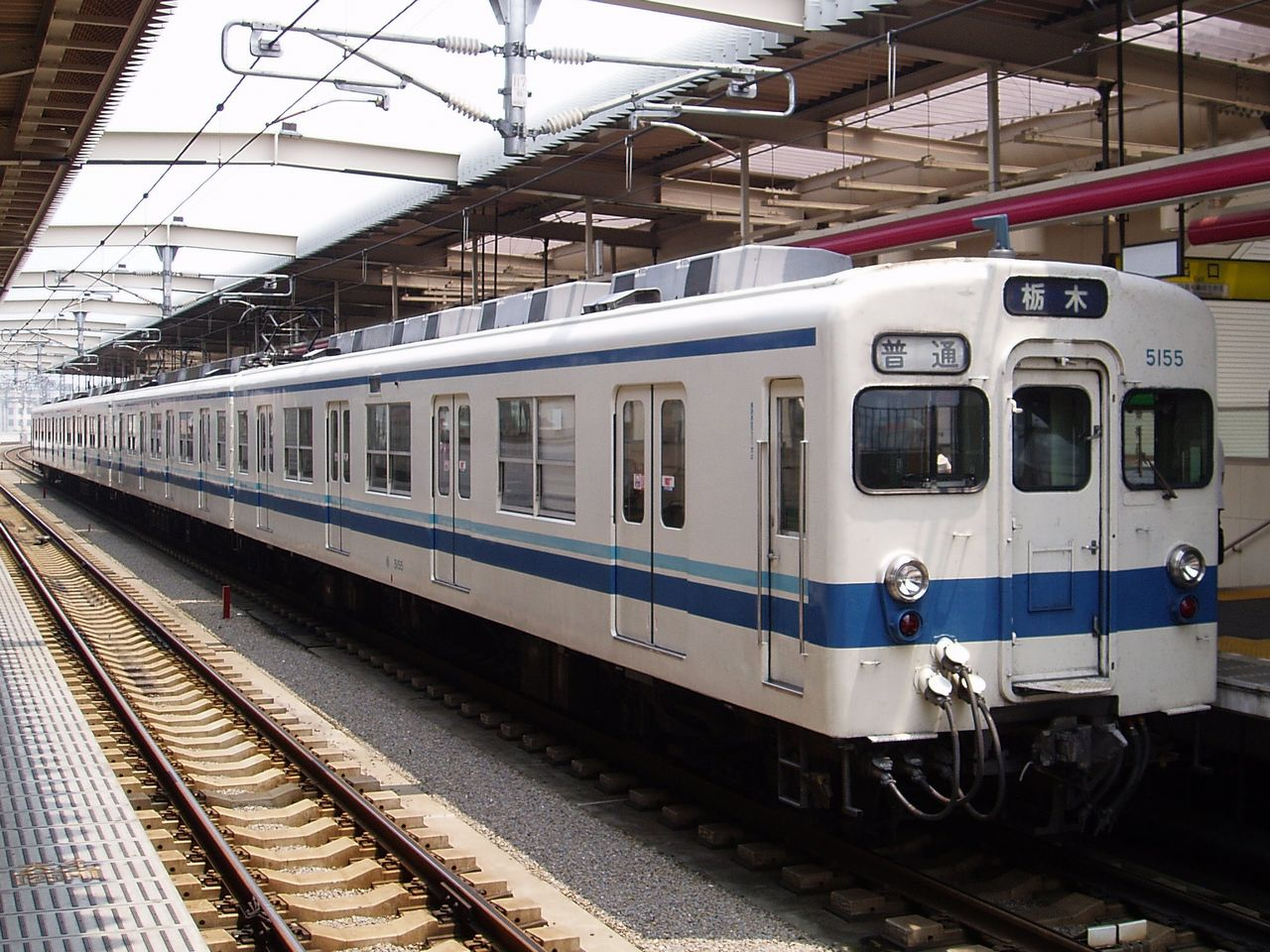
5050系
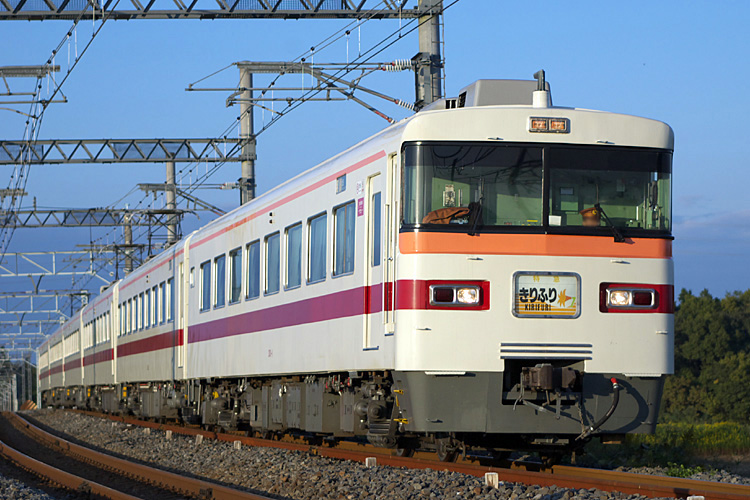
300系
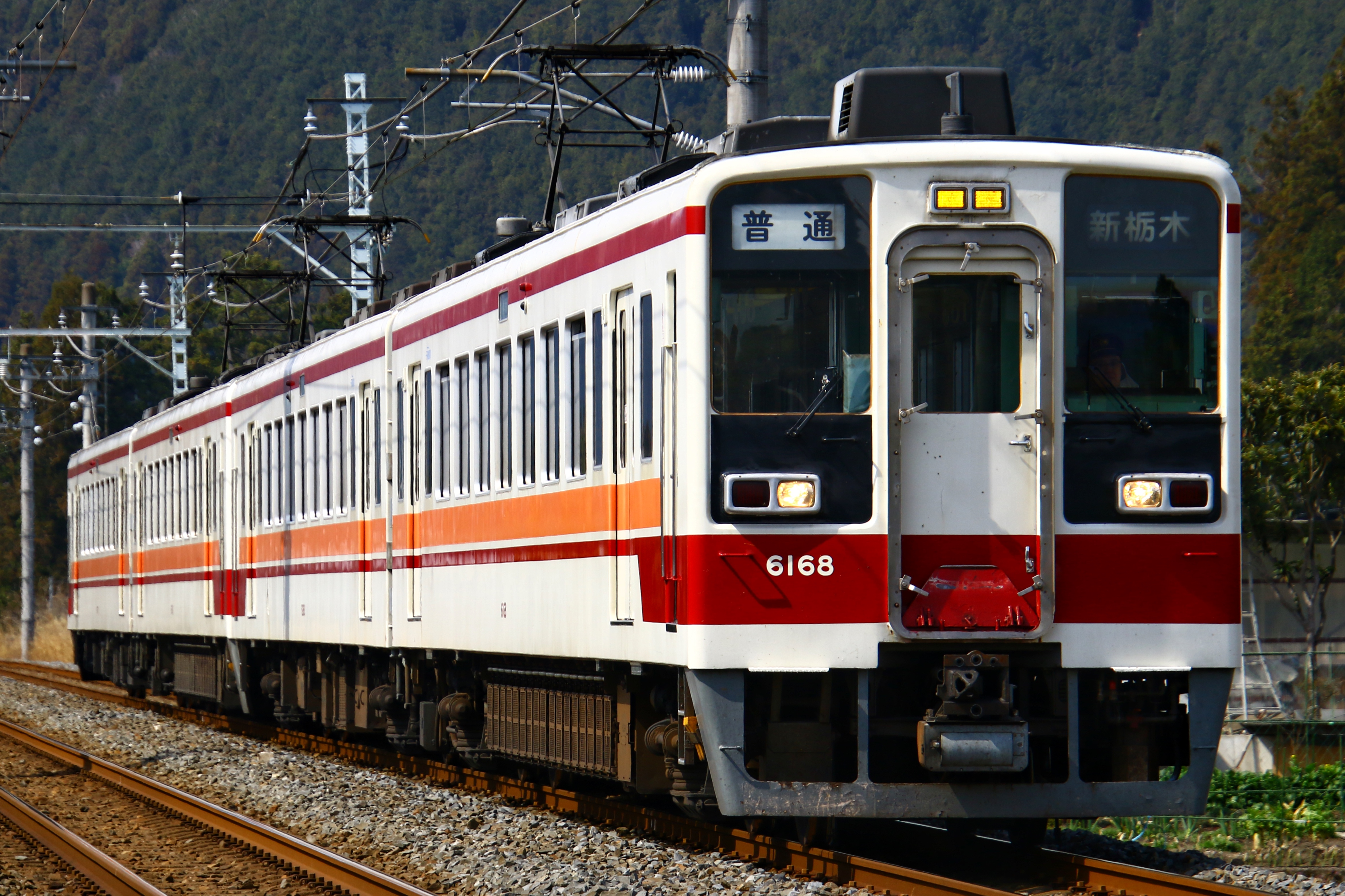
6050系
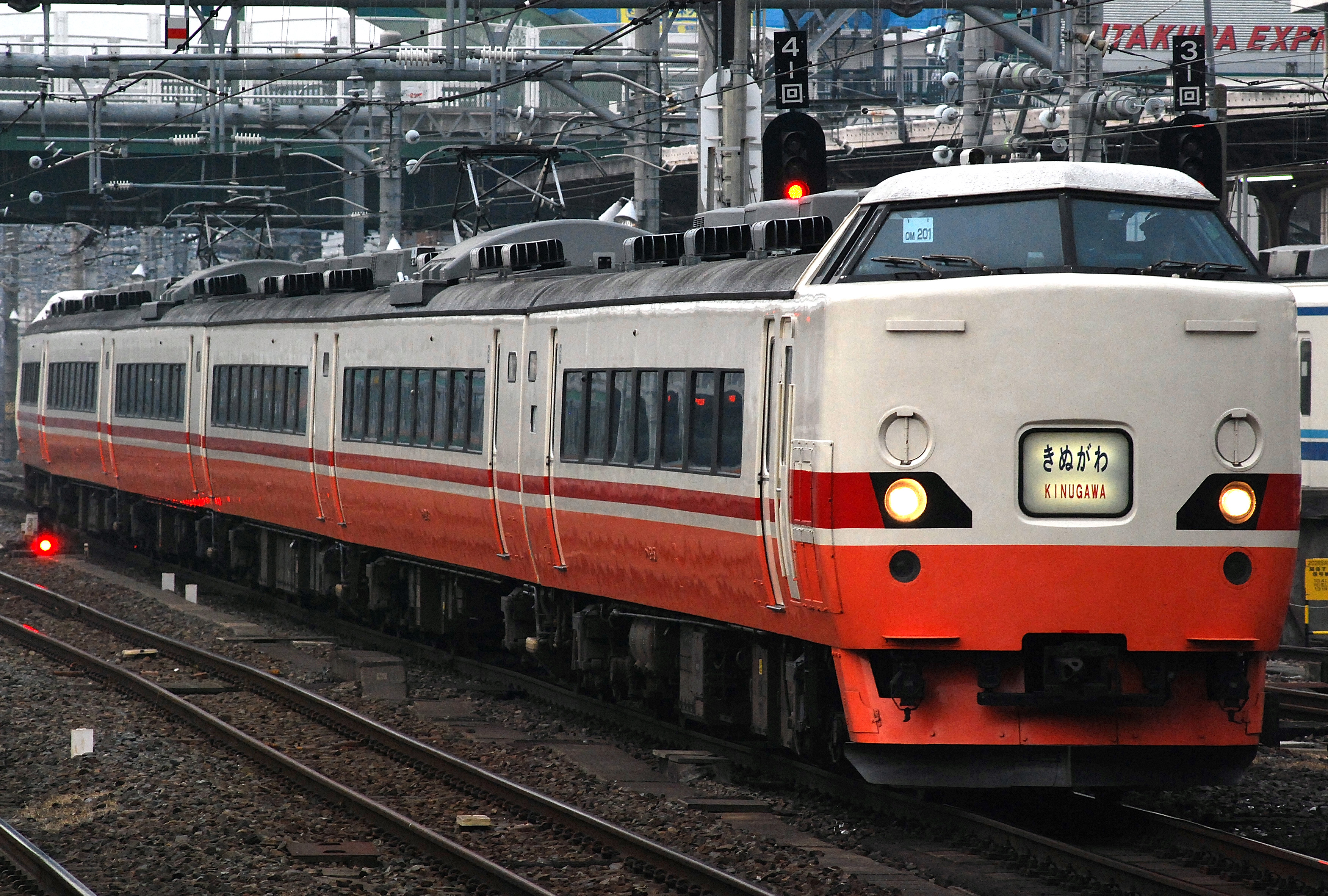
JR東日本189系「彩野」
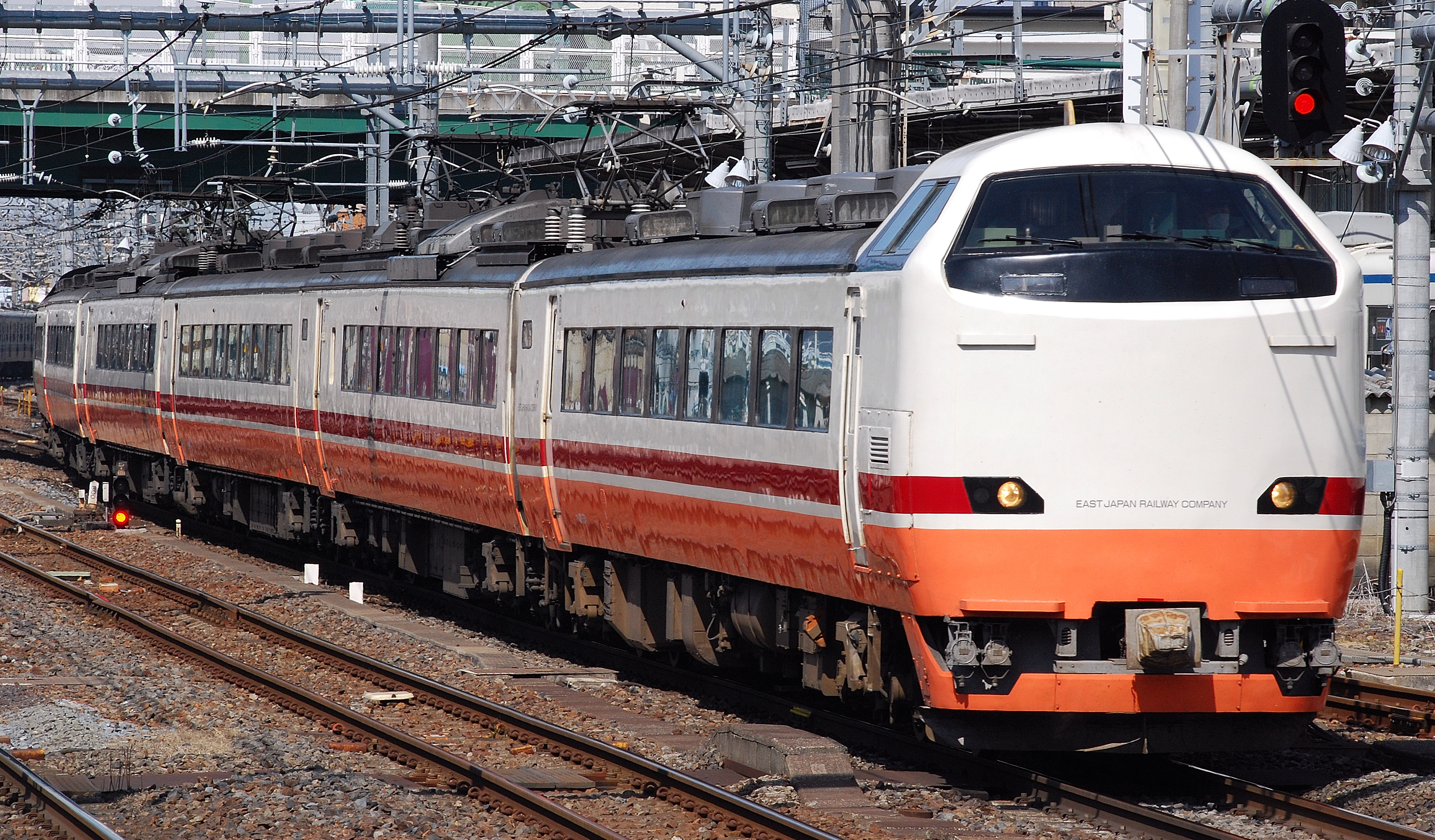
JR東日本485系
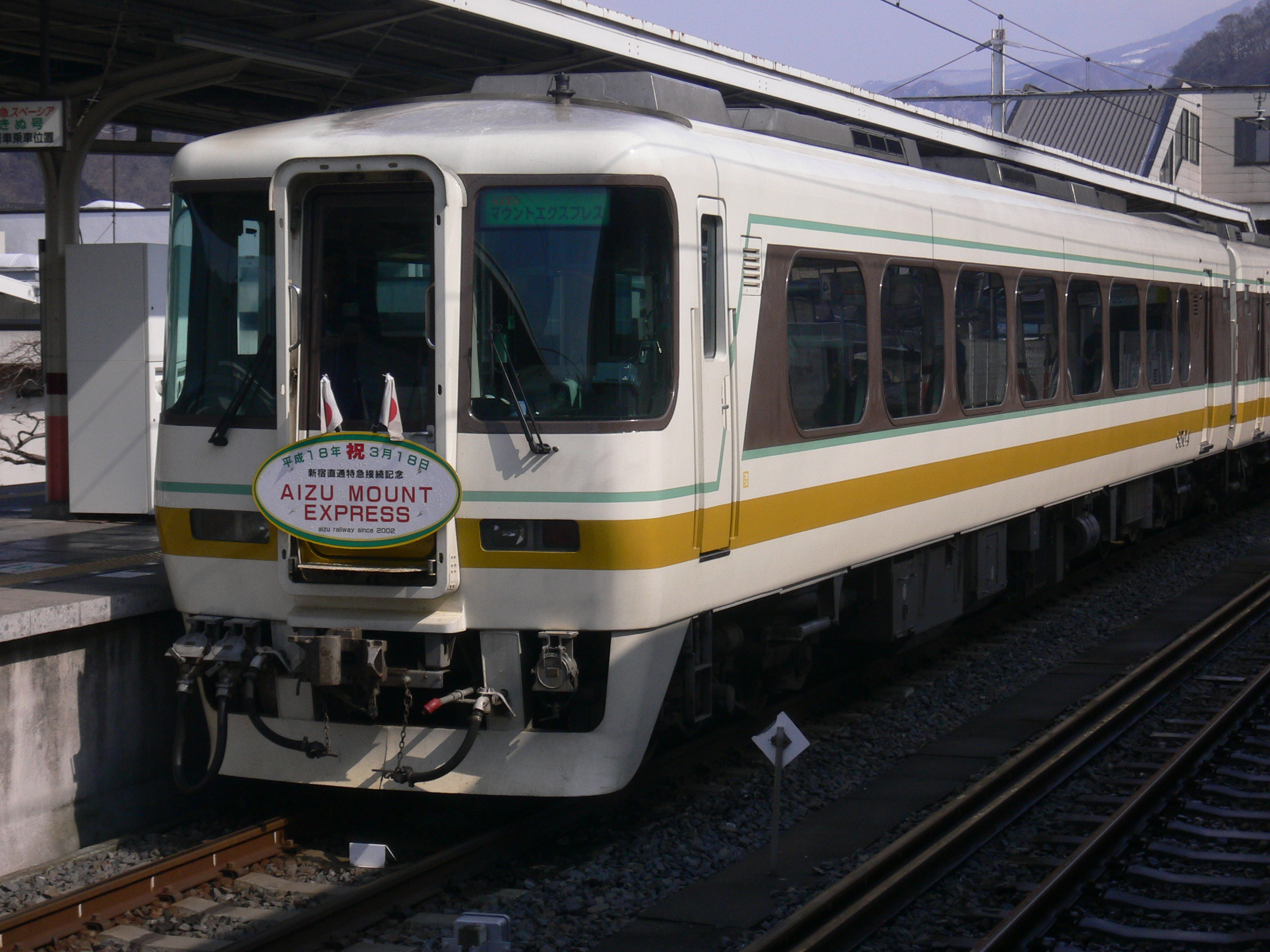
会津鉄道キハ8500

## 駅一覧
- 全駅栃木県日光市[注釈 1]内に所在。
- 普通列車、快速「AIZUマウントエクスプレス」は全ての旅客駅に停車する。
- 特急列車の停車駅については「きぬ」、「リバティきぬ」、「リバティ会津」、「スペーシアX」、「きぬがわ」を参照。
- 線路…∨：これより下は単線（下今市駅については路線起点）、∧：これより下は複線（新藤原駅については路線終点）、◇：列車交換可能、｜：列車交換不可
- SL大樹（SL大樹ふたら含む）・DL大樹…●：停車、|：通過

| 駅番号 | 駅名                     | 営業キロ | 営業キロ | ＳＬ大樹・ＤＬ大樹 | 接続路線・備考                     | 線路 |
| 駅番号 | 駅名                     | 駅間     | 累計     | ＳＬ大樹・ＤＬ大樹 | 接続路線・備考                     | 線路 |
| ------ | ------------------------ | -------- | -------- | ------------------ | ---------------------------------- | ---- |
|        |                          |          |          |                    |                                    |      |
| TN-23  | 下今市駅                 | -        | 0.0      | ●                  | 東武鉄道： 日光線（直通あり）      | ∨    |
| TN-51  | 大谷向駅                 | 0.8      | 0.8      | \|                 |                                    | ◇    |
| TN-52  | 大桑駅                   | 4.0      | 4.8      | \|                 |                                    | ◇    |
| TN-53  | 新高徳駅                 | 2.3      | 7.1      | \|                 |                                    | ◇    |
| TN-54  | 小佐越駅                 | 2.8      | 9.9      | \|                 |                                    | ◇    |
| TN-55  | 東武ワールドスクウェア駅 | 0.7      | 10.6     | ●                  |                                    | ｜   |
| -      | 鬼怒立岩信号場           | -        | 11.6     | \|                 |                                    | ∧    |
| TN-56  | 鬼怒川温泉駅             | 1.8      | 12.4     | ●                  |                                    | ∨    |
| TN-57  | 鬼怒川公園駅             | 2.1      | 14.5     |                    |                                    | ◇    |
| TN-58  | 新藤原駅                 | 1.7      | 16.2     |                    | 野岩鉄道：会津鬼怒川線（直通あり） | ∧    |

2007年3月18日にICカード「PASMO」を導入。自動改札機を設置していない駅については簡易ICカード改札機を設置して対応している。終点新藤原駅は東武鉄道のみならずPASMOエリア北端の駅である（日本の大手私鉄最北端の駅でもある）。

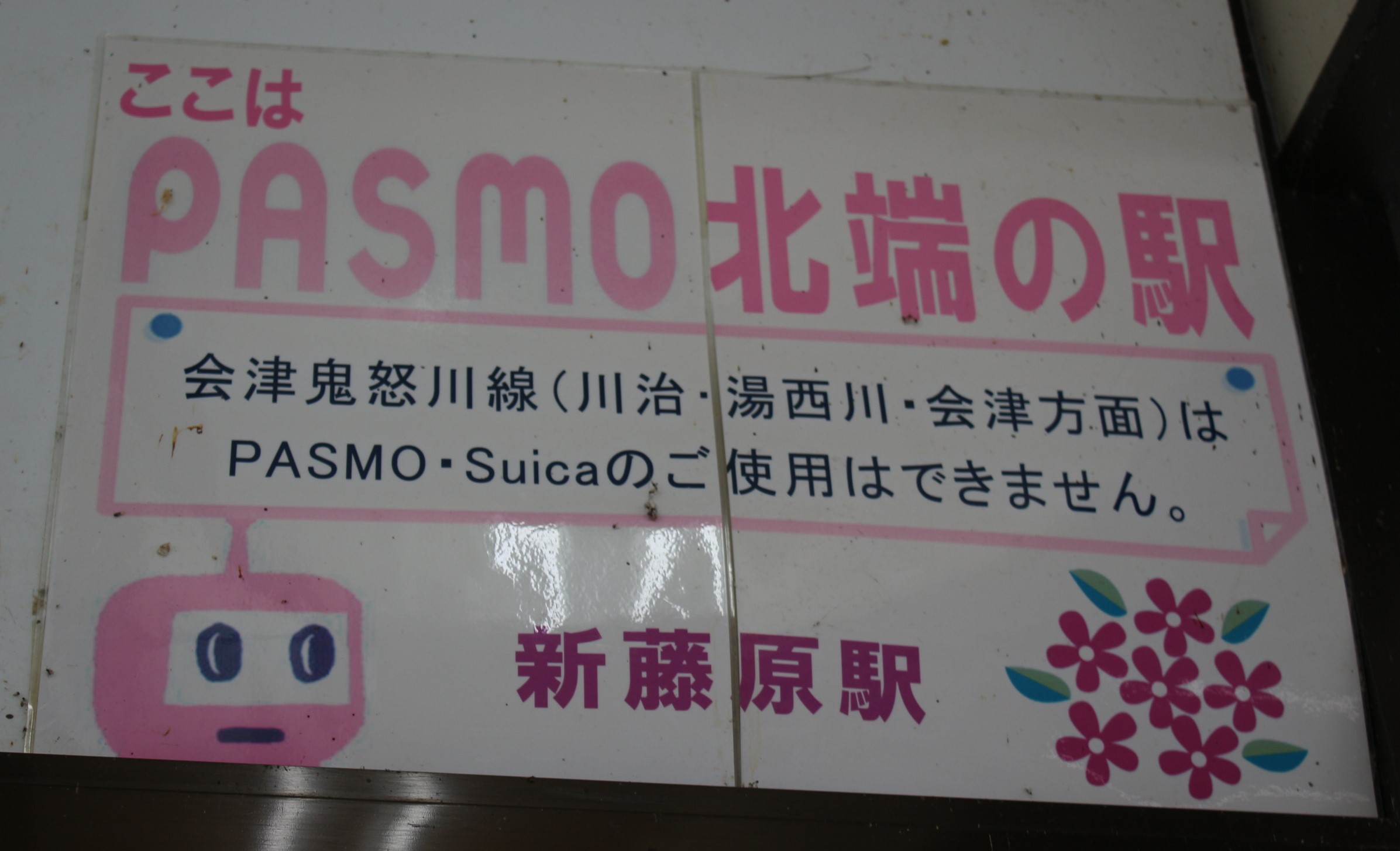
PASMOの北端、新藤原駅

### 留置線のある駅
- 下今市駅
- 鬼怒川温泉駅
- 鬼怒川公園駅
- 新藤原駅

### 廃駅
- 新今市駅（新今市 - 大谷川右岸間旧線上の駅 1922年3月19日開業・1929年10月22日廃止）[19]
- 小倉町駅（新今市 - 大谷川右岸間旧線上の駅 1929年7月7日開業・1929年10月22日廃止）
- 鬼怒大瀞駅（新高徳 - 小佐越間 1930年7月6日開業・1944年10月25日休止・1954年11月16日廃止）[19]
- 鬼怒立岩駅（旧・大原駅→下原駅 小佐越 - 鬼怒川温泉間 1917年11月1日開業・1964年10月8日廃止、信号場へ降格）